# Plac Listopadowy (Tel Awiw)
Plac Listopadowy (hebr. בכיכר ב' בנובמבר; nazywany także placem Mugrabi lub placem 2 Listopada) jest placem, który znajduje się w osiedlu Lew ha-Ir w Tel Awiwie, w Izraelu.

## Położenie
Plac jest usytuowany u zbiegu ulic Allenby, Ben Jehuda i Pinsker w zachodniej części osiedla Lev HaIr, w Tel Awiwie.

## Historia

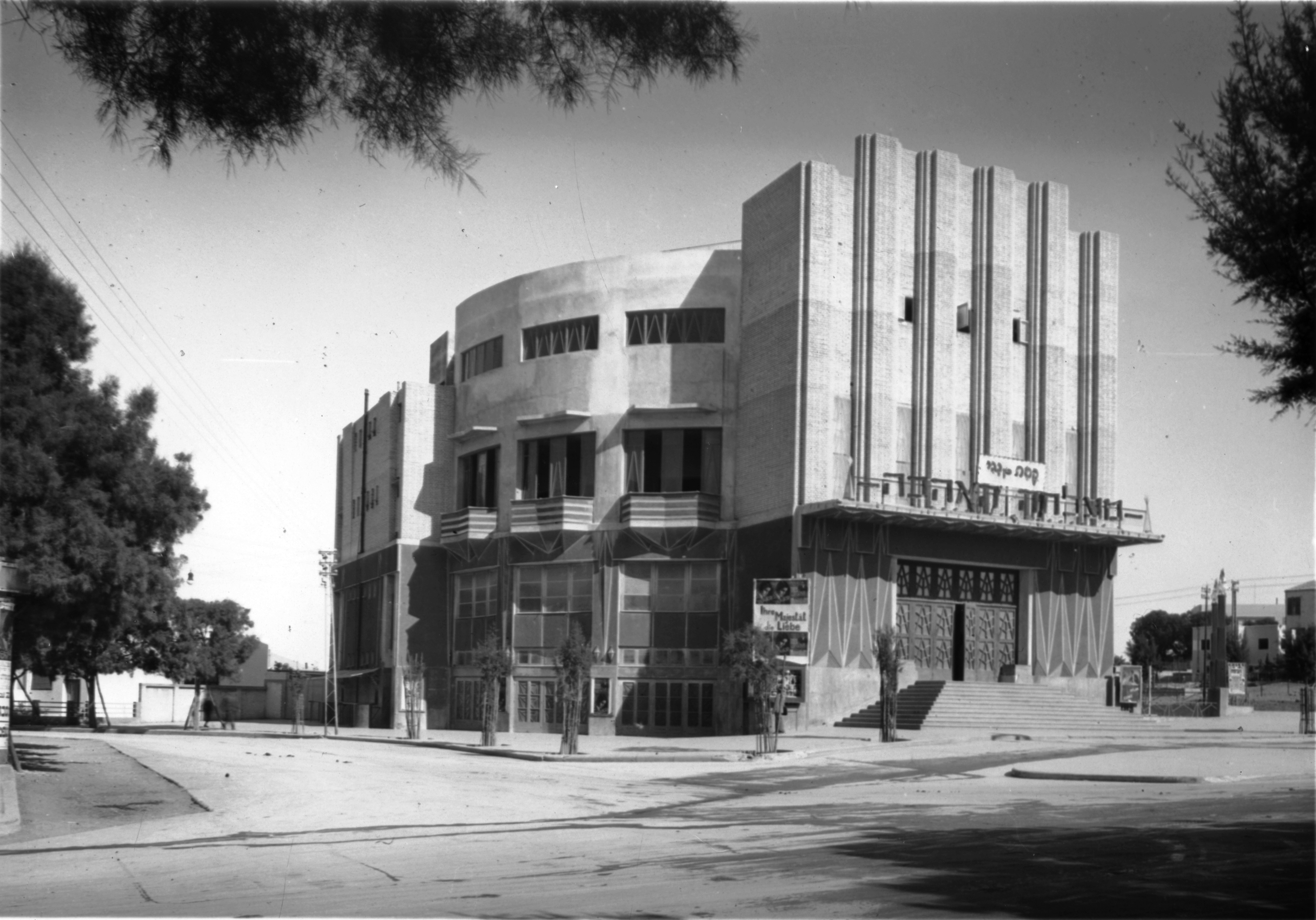
Kino „Mugrabi”

Pierwszy plac powstał w tym miejscu już na początku lat 20. XX wieku. Oficjalnie plac nazwano od daty ogłoszenia deklaracji Balfoura – 2 listopada 1917.
W tym okresie skierowano ulicę Allenby w stronę wybrzeża po to, aby ułatwić dojazd do nadmorskich kawiarenek. Decyzja ta była także podyktowaną przez pragnienie skierowania dalszego rozwoju miasta bliżej morza. W owym czasie ulica Allenby była główną ulicą handlową miasta. Z tego powodu w 1930 otworzono tutaj kino „Mugrabi” (hebr. קולנוע מוגרבי), od którego często plac był nazywany placem Mugrabi. W dniu 17 czerwca 1986 pożar zniszczył budynek kina. W 1989 został on rozebrany. Obecnie w miejscu tym jest parking samochodowy.
Przy placu wznosi się biurowiec Migdalor House (wysokość 58 metrów).

## Wykorzystanie placu
Plac pełni funkcję popularnego miejsca spotkań położonego w centrum miasta. Znajdują się tutaj kawiarnie popularne wśród miejskich artystów.
Można stąd wygodnie dostać się do pobliskich ważnych placów miejskich: placu Knesetu, placu Magen Dawid i dalszego placu Ziny Dizengoff.